# Ricardo Alfredo Gil-Hutton
Ricardo Alfredo Gil-Hutton (24 novembre 1958) è un astronomo argentino.
Laureatosi in astronomia nel 1999 all'Università Nazionale di San Juan, ha conseguito il dottorato in astronomia nel 2004 all'Università Nazionale di La Plata.
Il Minor Planet Center lo accredita per la scoperta dell'asteroide 598719 Alegalli, effettuata il 9 luglio 2002, in collaborazione con Javier Licandro.
Gli è stato dedicato l'asteroide 4878 Gilhutton.